# رايموند باربو
رايموند باربو هو كاتب كندي، ولد في 27 يونيو 1930 في مونتريال في كندا، وتوفي بنفس المكان في 5 مارس 1992.